# Cumella australis
Cumella australis är en kräftdjursart som beskrevs av William Thomas Calman 1907. Cumella australis ingår i släktet Cumella och familjen Nannastacidae. Inga underarter finns listade i Catalogue of Life.